# Кінний спорт на літніх Олімпійських іграх 2020 — кваліфікація
У змаганнях з кінного спорту на літніх Олімпійських іграх 2020 візьмуть участь 200 спортсменів, які розіграють 6 комплектів нагород в виїздці, триборстві і конкурі. У командних змаганнях, кожна збірна буде представлена 3 вершниками, вони ж автоматично кваліфікуються в індивідуальні змагання в своїх дисциплінах. Решта квот будуть розподілені за результатами кваліфікацій і індивідуального рейтингу основаного на географічних регіонах.

## Правила кваліфікації
Олімпійські групи FEI основані на 7 географічних регіонах:
- А - Північно-Західна Європа
- В - Південно-Західна Європа
- З - Центральна і Східна Європа, Центральна Азія
- D - Північна Америка
- Е - Центральна і Південна Америка
- F - Африка і Близький Схід
- G - Південно-Східна Азія, Океанія

### Виїздка
У виїздки візьмуть участь 60 вершників. Кожна країна може бути представлена максимум 3-ма спортсменами. Основними етапами відбору стануть Всесвітні кінні ігри 2018 року, чемпіонат Європи та Панамериканські ігри, де буде розіграно 15 командних путівок. Решта 14 квот будуть розподілені згідно з Олімпійським кваліфікаційним рейтингом, від кожної групи по 2 спортсмени. Квота буде надана найкращому спортсмену в загальному рейтингу.

### Триборство
У виїздці візьмуть участь 65 вершників. Кожна країна може бути представлена максимум 3-ма спортсменами. Основними етапами відбору стануть Всесвітні кінні ігри 2018 року, чемпіонат Європи та Панамериканські ігри, де буде розіграно 10 командних путівок. Решта 14 квот будуть розподілені згідно з Олімпійським кваліфікаційним рейтингом, від кожної групи по 2 спортсмени. Після чого, ще 6 квот буде надано найкращим спортсменам у загальному рейтингу  .

### Конкур
У конкурі візьмуть участь 75 вершників. Кожна країна може бути представлена максимум 3-ма спортсменами. Основними етапами відбору стануть Всесвітні кінні ігри 2018 року, чемпіонат Європи та Панамериканські ігри, де буде розіграно 12 командних путівок. Решта 14 квот будуть розподілені згідно з Олімпійським кваліфікаційним рейтингом, від кожної групи по 2 спортсмени. Квота буде надана найкращому спортсмену в загальному рейтингу.

## Розклад
| Дисципліна                                                     | Дата                       | Місце       |
| -------------------------------------------------------------- | -------------------------- | ----------- |
| Всесвітні кінні ігри 2018                                      | 11–23 вересня 2018         | Трайон      |
| Олімпійський кваліфікаційний турнір з триборства 2019, група C | Баборувко                  |             |
| Кваліфікаційний турнір з триборства, групи F/G                 | Сомюр                      |             |
| Кубок націй з триборства 2019                                  | 23 травня – 13 жовтня 2019 | різні       |
| Олімпійський кваліфікаційний турнір з виїздки, група C         | 20–23 червня 2019          | Москва      |
| Кваліфікаційний турнір з конкуру, група C1                     | 26–30 червня 2019          | Москва      |
| Кваліфікаційний турнір з конкуру, група C2                     | 26–30 червня 2019          | Будапешт    |
| Панамериканські ігри 2019                                      | 26 липня – 11 серпня 2019  | Ліма        |
| Кваліфікаційний турнір з конкуру, група G                      | 12–13 серпня 2019          | Валкенсвард |
| Чемпіонат Європи з виїздки 2019                                | 19–25 серпня 2019          | Роттердам   |
| Чемпіонат Європи з конкуру 2019                                | 19–25 серпня 2019          | Роттердам   |
| Чемпіонат європи з триборства 2019                             | 28 серпня – 1 вересня 2019 | Лумюлен     |
| Фінал кубка націй з конкуру 2019                               | 3–6 жовтня 2019            | Барселона   |
| Кваліфікаційний турнір з конкуру, група F                      | 10–13 жовтня 2019          | Рабат       |
| Кваліфікаційний турнір з виїздки, група F                      | 24–27 жовтня 2019          | Ексло       |
| Кінець рейтингового періоду FEI                                | 31 грудня 2019             | —           |

## Країни, що кваліфікувались
| Країна                         | Індивідуальні | Індивідуальні | Індивідуальні | Команда | Команда    | Команда | Загалом |
| Країна                         | Виїздка       | Триборство    | Конкур        | Виїздка | Триборство | Конкур  | Загалом |
| ------------------------------ | ------------- | ------------- | ------------- | ------- | ---------- | ------- | ------- |
| Аргентина (ARG)                |               |               | 3             |         |            | X       | 3       |
| Австралія (AUS)                | 3             | 3             | 3             | X       | X          | X       | 9       |
| Австрія (AUT)                  | 3             | 2             |               | X       |            |         | 5       |
| Білорусь (BLR)                 | 1             | 2             |               |         |            |         | 3       |
| Бельгія (BEL)                  | 1             | 1             | 3             |         |            | X       | 5       |
| Бермуди (BER)                  | 1             |               |               |         |            |         | 1       |
| Бразилія (BRA)                 | 1             | 3             | 3             |         | X          | X       | 7       |
| Канада (CAN)                   | 3             | 2             | 1             | X       |            |         | 6       |
| Чилі (CHI)                     |               |               | 1             |         |            |         | 1       |
| Китай (CHN)                    |               | 3             | 3             |         | X          | X       | 6       |
| Колумбія (COL)                 |               |               | 1             |         |            |         | 1       |
| Чехія (CZE)                    |               | 2             | 3             |         |            | X       | 5       |
| Данія (DEN)                    | 3             | 1             | 1             | X       |            |         | 5       |
| Домініканська Республіка (DOM) | 1             |               | 1             |         |            |         | 2       |
| Еквадор (ECU)                  |               | 1             |               |         |            |         | 1       |
| Єгипет (EGY)                   |               |               | 3             |         |            | X       | 3       |
| Фінляндія (FIN)                | 1             |               |               |         |            |         | 1       |
| Франція (FRA)                  | 3             | 3             | 3             | X       | X          | X       | 9       |
| Німеччина (GER)                | 3             | 3             | 3             | X       | X          | X       | 9       |
| Велика Британія (GBR)          | 3             | 3             | 3             | X       | X          | X       | 9       |
| Гонконг (HKG)                  |               | 1             |               |         |            |         | 1       |
| Індія (IND)                    |               | 1             |               |         |            |         | 1       |
| Ірландія (IRL)                 | 3             | 3             | 3             | X       | X          | X       | 9       |
| Ізраїль (ISR)                  |               |               | 3             |         |            | X       | 3       |
| Італія (ITA)                   | 1             | 3             | 1             |         | X          |         | 5       |
| Японія (JPN)                   | 3             | 3             | 3             | X       | X          | X       | 9       |
| Йорданія (JOR)                 |               |               | 1             |         |            |         | 1       |
| Латвія (LAT)                   |               |               | 1             |         |            |         | 1       |
| Люксембург (LUX)               | 1             |               |               |         |            |         | 1       |
| Малайзія (MAS)                 | 1             |               |               |         |            |         | 1       |
| Мексика (MEX)                  | 1             |               | 3             |         |            | X       | 4       |
| Марокко (MAR)                  | 1             |               | 3             |         |            | X       | 4       |
| Нідерланди (NED)               | 3             | 2             | 3             | X       |            | X       | 8       |
| Нова Зеландія (NZL)            |               | 3             | 3             |         | X          | X       | 6       |
| Норвегія (NOR)                 |               |               | 1             |         |            |         | 1       |
| Польща (POL)                   |               | 3             |               |         | X          |         | 3       |
| Португалія (POR)               | 3             |               | 1             | X       |            |         | 4       |
| Пуерто-Рико (PUR)              |               | 1             |               |         |            |         | 1       |
| Росія (RUS)                    | 3             | 2             |               | X       |            |         | 5       |
| ПАР (RSA)                      | 1             | 1             |               |         |            |         | 2       |
| Південна Корея (KOR)           | 1             |               |               |         |            |         | 1       |
| Іспанія (ESP)                  | 3             | 1             | 1             | X       |            |         | 5       |
| Шрі-Ланка (SRI)                |               |               | 1             |         |            |         | 1       |
| Швеція (SWE)                   | 3             | 3             | 3             | X       | X          | X       | 9       |
| Швейцарія (SUI)                | 1             | 3             | 3             |         | X          | X       | 7       |
| Сирія (SYR)                    |               |               | 1             |         |            |         | 1       |
| Китайський Тайбей (TPE)        |               |               | 1             |         |            |         | 1       |
| Таїланд (THA)                  |               | 3             |               |         | X          |         | 3       |
| Україна (UKR)                  | 1             |               | 1             |         |            |         | 2       |
| США (USA)                      | 3             | 3             | 3             | X       | X          | X       | 9       |
| Загалом: 50 НОК                | 60            | 65            | 75            | 15      | 15         | 20      | 200     |

## Виїздка

### Командна
| Турнір                                     | Дата                      | Місце     | К-ть квот | Кваліфікувались                                                                             |
| ------------------------------------------ | ------------------------- | --------- | --------- | ------------------------------------------------------------------------------------------- |
| Країна-господарка                          | –                         | –         | 1         | Японія (JPN)                                                                                |
| Всесвітні кінні ігри 2018                  | 11–23 вересня 2018        | Tryon     | 6         | Німеччина (GER) США (USA) Велика Британія (GBR) Швеція (SWE) Нідерланди (NED) Іспанія (ESP) |
| Чемпіонат Європи з виїздки 2019, групи A/B | 19–25 серпня 2019         | Роттердам | 3         | Данія (DEN) Ірландія (IRL) Португалія (POR)                                                 |
| Кваліфікаційний турнір, група C            | 20–23 червня 2019         | Москва    | 1         | Росія (RUS)                                                                                 |
| Панамериканські ігри 2019, групи D/E       | 26 липня – 11 серпня 2019 | Ліма      | 1         | Канада (CAN) Бразилія (BRA)1                                                                |
| Кваліфікаційний турнір, група F            | 24–27 жовтня 2019         | Exloo     | 0         | ПАР (RSA)1                                                                                  |
| Всесвітні кінні ігри 2018, група G         | 11–23 вересня 2018        | Трайон    | 1         | Австралія (AUS)                                                                             |
| Перерозподіл                               | 31 грудня 2019            | –         | 2         | Франція (FRA) Австрія (AUT)                                                                 |
| Загалом                                    |                           |           | 15        |                                                                                             |

### Особиста
| Турнір                                                | К-ть квот | Кваліфікувались                                                            |
| ----------------------------------------------------- | --------- | -------------------------------------------------------------------------- |
| Учасники командних змагань                            | 45        | Див. вище                                                                  |
| Олімпійський кваліфікаційний рейтинг – виїздка        |           |                                                                            |
| Група A (Північно-Західна Європа)                     | 1         | Фінляндія (FIN) Норвегія (NOR)2                                            |
| Група B (Південно-Західна Європа)                     | 2         | Люксембург (LUX) Швейцарія (SUI)                                           |
| Група C (Центральна і Східна Європа; Центральна Азія) | 2         | Україна (UKR) Білорусь (BLR)                                               |
| Групи D/E (Америка)                                   | 4         | Домініканська Республіка (DOM) Бермуди (BER) Мексика (MEX) Бразилія (BRA)1 |
| Група F (Африка і Близький Схід)                      | 2         | ПАР (RSA)1 Марокко (MAR)                                                   |
| Група G (Південно-Східна Азія, Океанія)               | 2         | Нова Зеландія (NZL)2 Південна Корея (KOR) Малайзія (MAS)                   |
| Додатково                                             | 2         | Бельгія (BEL) Італія (ITA)                                                 |
| Загалом                                               | 60        |                                                                            |

↑  – Бразилія і Південна Африка спочатку кваліфікувались через командні змагання, але не підтвердили свою участь до 31 грудня 2019. У підсумку їхні квоти перерозподілено іншим командами, а Бразилія і Південна Африка отримали по квоті у своїх відбірних групах.
↑  – Норвегія і Нова Зеландія відмовились від своїх квот в особистих змаганнях, а їхні квоти перерозподілено відповідно Італії та Малайзії.

## Триборство

### Командне
| Турнір                                        | Дата                       | Місце     | К-ть квот | Кваліфікувались                                                                                        |
| --------------------------------------------- | -------------------------- | --------- | --------- | --- |
| Країна-господарка                             | –                          | –         | 1         | Японія (JPN)                                                                                           |
| Всесвітні кінні ігри 2018                     | 11–23 вересня 2018         | Tryon     | 6         | Велика Британія (GBR) Ірландія (IRL) Франція (FRA) Німеччина (GER) Австралія (AUS) Нова Зеландія (NZL) |
| Чемпіонат європи з триборства 2019, групи A/B | 28 серпня – 1 вересня 2019 | Luhmühlen | 2         | Швеція (SWE) Італія (ITA)                                                                              |
| Кваліфікаційний турнір, група C               | 23–26 травня 2019          | Баборувко | 1         | Польща (POL)                                                                                           |
| Панамериканські ігри 2019, групи D/E          | 26 липня – 11 серпня 2019  | Ліма      | 2         | США (USA) Бразилія (BRA)                                                                               |
| Кваліфікаційний турнір, групи F/G             | 23–26 травня 2019          | Сомюр     | 2         | Китай (CHN) Таїланд (THA)                                                                              |
| Кубок націй з триборства 2019                 | May 23 – 13 жовтня 2019    | різні     | 1         | Швейцарія (SUI)                                                                                        |
| Загалом                                       |                            |           | 15        | |

### Особисте
| Турнір                                                | К-ть квот | Кваліфікувались                                                                               |
| ----------------------------------------------------- | --------- | --------------------------------------------------------------------------------------------- |
| Учасники командних змагань                            | 45        | Див. вище                                                                                     |
| Олімпійський кваліфікаційний рейтинг – триборство     |           |                                                                                               |
| Група A (Північно-Західна Європа)                     | 2         | Нідерланди (NED) Нідерланди (NED)                                                             |
| Група B (Південно-Західна Європа)                     | 2         | Бельгія (BEL) Іспанія (ESP)                                                                   |
| Група C (Центральна і Східна Європа; Центральна Азія) | 2         | Росія (RUS) Росія (RUS)                                                                       |
| Група D (Північна Америка; Англійські Кариби)         | 2         | Канада (CAN) Канада (CAN)                                                                     |
| Група E (Центральна і Південна Америка)               | 2         | Чилі (CHI)3 Пуерто-Рико (PUR) Еквадор (ECU)                                                   |
| Група F (Африка і Близький Схід)                      | 1         | ПАР (RSA) Пакистан (PAK)3                                                                     |
| Група G (Південно-Східна Азія, Океанія)               | 2         | Індія (IND) Гонконг (HKG)                                                                     |
| Додатково                                             | 7         | Чехія (CZE) Білорусь (BLR) Білорусь (BLR) Данія (DEN) Чехія (CZE) Австрія (AUT) Австрія (AUT) |
| Загалом                                               | 65        |                                                                                               |

↑  – Чилі й Пакистан не змогли підтвердити мінімальні вимоги відбору (MER). Їхні квоти перерозподілено, відповідно, Еквадору та Австрії.

## Конкур

### Командний
| Турнір                                     | Дата                      | Місце        | К-ть квот | Кваліфікувались                                                                         |
| ------------------------------------------ | ------------------------- | ------------ | --------- | --------------------------------------------------------------------------------------- |
| Країна-господарка                          | –                         | –            | 1         | Японія (JPN)                                                                            |
| Всесвітні кінні ігри 2018                  | 11–23 вересня 2018        | Tryon        | 6         | США (USA) Швеція (SWE) Німеччина (GER) Швейцарія (SUI) Нідерланди (NED) Австралія (AUS) |
| Чемпіонат Європи з конкуру 2019, групи A/B | 19–25 серпня 2019         | Роттердам    | 3         | Бельгія (BEL) Велика Британія (GBR) Франція (FRA)                                       |
| Кваліфікаційний турнір, група C1           | 26–30 червня 2019         | Москва       | 1         | Ізраїль (ISR)                                                                           |
| Кваліфікаційний турнір, група C2           | 26–30 червня 2019         | Будапешт     | 1         | Україна (UKR)4 Чехія (CZE)                                                              |
| Панамериканські ігри 2019, групи D/E       | 26 липня – 11 серпня 2019 | Ліма         | 3         | Бразилія (BRA) Мексика (MEX) Канада (CAN)5 Аргентина (ARG)                              |
| Кваліфікаційний турнір, група F            | 10–13 жовтня 2019         | Рабат        | 2         | Єгипет (EGY) Катар (QAT)5 Марокко (MAR)                                                 |
| Кваліфікаційний турнір, група G            | 12–13 серпня 2019         | Valkenswaard | 2         | Нова Зеландія (NZL) Китай (CHN)                                                         |
| Фінал кубка націй з конкуру 2019           | 3–6 жовтня 2019           | Барселона    | 1         | Ірландія (IRL)                                                                          |
| Загалом                                    |                           |              | 20        |                                                                                         |

### Особистий
| Турнір                                                | К-ть квот | Кваліфікувались                                                       |
| ----------------------------------------------------- | --------- | --------------------------------------------------------------------- |
| Учасники командних змагань                            | 60        | Див. вище                                                             |
| Панамериканські ігри 2019                             | 4         | Колумбія (COL) Домініканська Республіка (DOM) Канада (CAN) Чилі (CHI) |
| Олімпійський кваліфікаційний рейтинг – конкур         |           |                                                                       |
| Група A (Північно-Західна Європа)                     | 2         | Данія (DEN) Норвегія (NOR)                                            |
| Група B (Південно-Західна Європа)                     | 2         | Італія (ITA) Португалія (POR)                                         |
| Група C (Центральна і Східна Європа; Центральна Азія) | 2         | Латвія (LAT) Україна (UKR)4                                           |
| Група F (Африка і Близький Схід)                      | 2         | Сирія (SYR) Йорданія (JOR)                                            |
| Група G (Південно-Східна Азія, Океанія)               | 2         | Китайський Тайбей (TPE) Шрі-Ланка (SRI)                               |
| Додатково                                             | 1         | Іспанія (ESP)                                                         |
| Загалом                                               | 75        |                                                                       |

↑  – Україна спочатку кваліфікувались через командні змагання, але не підтвердила свою участь до 31 грудня 2019. У підсумку її квоту перерозподілено Чехії, а Україна отримала квоту в особистих змаганнях у своїй відбірній групі.
↑  – Канаду і Катар дискваліфіковано через позитивні проби на допінг.